# Diacylglycérol O-acyltransférase
La diacylglycérol O-acyltransférase (DGAT, ou diglycéride acyltransférase) est une acyltransférase qui catalyse la réaction :
acyl-CoA + 1,2-diacyl-sn-glycérol  {\displaystyle \rightleftharpoons }  CoA + triacylglycérol.
Cette enzyme produit des triglycérides à partir de diglycérides et d'acyl-CoA. La palmitoyl-CoA et les autres acyl-CoA à chaînes longues peuvent être donneurs d'acyle dans cette réaction. Cette réaction est l'étape terminale de la biosynthèse des triglycérides, et est indispensable à la formation des tissus adipeux. Elle possède deux isoenzymes, encodées par les gènes DGAT1 et DGAT2, qui catalysent les mêmes réactions mais qui diffèrent par leurs séquences.